# Euphorbia beroharare
Euphorbia berorohae es una especie fanerógama perteneciente a la familia Euphorbiaceae. 

## Descripción
Es un arbusto, con tallo suculento; el clima subárido; en Inselberg  en suelo rocoso a una altitud de  0-499 m;  endémico de Madagascar donde se encuentra en Beroroha, en el río Mangoky.

## Distribución
Es endémica de Madagascar. Se hábitat natural son las zonas rocosas. Está tratada en peligro de extinción por pérdida de hábitat. 

## Taxonomía
Euphorbia berorohae fue descrita por Rauh & S.Hofstatter y publicado en British Cactus & Succulent Journal 13(3): 94. 1995.
Etimología
Euphorbia: nombre genérico que deriva del médico griego del rey Juba II de Mauritania (52 a 50 a. C. - 23), Euphorbus, en su honor – o en alusión a su gran vientre –  ya que usaba médicamente Euphorbia resinifera. En 1753 Carlos Linneo asignó el nombre a todo el género.
berorohae: epíteto geográfico que alude a su localización en Beroroha en Madagascar.